# Norman Spinrad

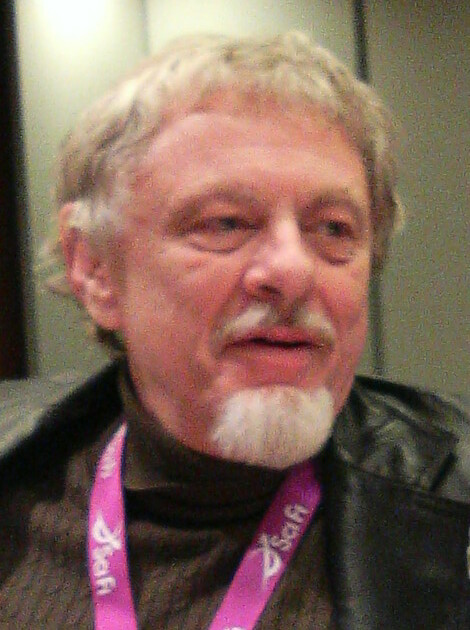
Norman Spinrad, 2006

Norman Richard Spinrad (* 15. September 1940 in New York City) ist ein US-amerikanischer Science-Fiction-Autor.
Spinrad gilt als einer der Mitbegründer der New-Wave-Strömung der Science-Fiction in den 1960er Jahren in den USA. Die „New Wave“ nahm ihren Anfang in England, als Michael Moorcock Herausgeber des britischen SF-Magazins New Worlds wurde. Norman Spinrad war von 1980 bis 1982 und von 2001 bis 2002 Präsident der Science Fiction and Fantasy Writers of America (SFWA). In Deutschland machte ihn die Kontroverse um seine Satire Der stählerne Traum bekannt.

## Leben
Spinrad wurde in New York City als Sohn jüdischer Eltern geboren. Seine Kindheit und Jugend verbrachte er, abgesehen von einem Zwischenspiel in Kingston, New York, in der Bronx. Spinrad besuchte die Public School und die Bronx High School. 1957 wechselte er auf das College von New York City, das er 1960 mit einem Bachelor of Science abschloss. In seinem letzten College-Jahr begann er mit dem Schreiben, aber erst 1963 wurde eine Geschichte Spinrads in Astounding veröffentlicht. Nach drei weiteren Veröffentlichungen folgte eine sechsmonatige Pause und Spinrad war frustriert. Er nahm eine Stelle bei der Scott Meredith Literary Agency an, wo er Informationen über das Schriftsteller-Geschäft erwarb, da er einige seiner Idole, unter anderen Philip K. Dick, Philip José Farmer, und Theodore Sturgeon beriet.
Spinrad gab diesen Job nach etwa einem Jahr wieder auf, da ihm nicht genügend Zeit blieb für seine eigenen schriftstellerischen Tätigkeiten.
Zu dieser Zeit stellte sich dann langsam der Erfolg bei Spinrad ein. Er konnte einige Kurzgeschichten an das mittlerweile in Analog umbenannte Astounding verkaufen sowie weitere Arbeiten in anderen Magazinen wie Gent and Knight unterbringen. Sein erster Roman The Solarians erschien ebenfalls um diese Zeit.
Spinrad zog es nach San Francisco, aber einer Einladung von Damon Knight folgend, besuchte er die Milford Science Fiction Writers Conference. Hier traf er auf einige andere Science-Fiction-Autoren, insbesondere auf Harlan Ellison. Zusammen mit Ellison zog Spinrad nach Los Angeles und blieb dort sechs Monate. Während seiner Zeit dort entstand die in vielen Anthologien veröffentlichte Kurzgeschichte Carcinoma Angels. Einige Zeit später lebte Spinrad in San Francisco im Haight-Ashbury-District, wo die Story Men in the Jungle entstand, die Spinrad als „Neue Stimme“ der Science-Fiction etablierte. Schließlich kehrte Spinrad zurück nach Los Angeles und seine Freundschaft mit Ellison ermöglichte ihm verschiedene Veröffentlichungen. Unter anderen schrieb er zwei Storys für die Fernsehserie Star Trek, jedoch wurde nur The Doomsday Machine (dt. Titel Planeten-Killer) verfilmt.
Er bekam einen Vertrag von Doubleday für den Roman Bug Jack Barron (dt. Champion Jack Barron), nach der Fertigstellung wurde das Manuskript jedoch abgelehnt. Doubleday forderte Spinrad auf „alles über Sex, Drogen und Politik“ herauszuschreiben, dann würde Doubleday den Roman veröffentlichen. Spinrad bot das Manuskript weiteren Verlagen an, aber erst Michael Moorcock, den er bei einem zweiten Aufenthalt in Milford traf, bot ihm an, den Roman in New Worlds in sechs Teilen zu veröffentlichen. 1967 erschien Bug Jack Barron in Fortsetzungen in New Worlds und führte in Großbritannien zum Eklat. Das Magazin wurde aus dem Verteiler des größten Zeitschriftenvertriebs genommen und Norman Spinrad im Unterhaus als Degenerierter bezeichnet. Laut Brian W. Aldiss eine „… bemerkenswerte, wenn nicht einmalige Ehre“. Gleichzeitig wurde die staatliche Förderung für New Worlds um ein Jahr verlängert.
Schließlich wurde der Roman von Avon Books und Walker Books veröffentlicht. Der Roman wurde sowohl für den Nebula Award, als auch für den Hugo Award nominiert und Spinrad gilt durch diesen Roman mit zu den Begründern der sogenannten New Wave in der Science-Fiction. Timothy Leary sagte über ihn „Norman Spinrad ist der authentische klassische Romanautor Amerikas … er hat … unser Verständnis für die Gegenwart bereichert.“
Spinrad lebt mittlerweile in Paris.
Der Asteroid (186835) Normanspinrad wurde 2004 nach ihm benannt.

## Werk
Spinrad wurde durch seinen Roman Champion Jack Barron (engl.: Bug Jack Barron) berühmt, in dem es um die Verwicklungen zwischen Medien und Politik geht. Der nicht ins Deutsche übersetzte Roman Agent of Chaos gilt als ein Klassiker, in dem die Freiheit des Einzelnen gegen den Anspruch der Ordnungsmacht abgewogen werden. Bereits 1975 erhielt er für Riding the Torch den Jupiter Award.
Die Rahmenhandlung seines Romans Der stählerne Traum (The Iron Dream) spielt in einer alternativen Welt. Hierin hat Adolf Hitler sich nie in Deutschland politisch engagiert, sondern ist kurz nach dem Ersten Weltkrieg in die USA ausgewandert. Dort wurde er ein bedeutender Science-Fiction-Schriftsteller, dessen Roman Der Herr des Hakenkreuzes hoch ausgezeichnet wird. Dieser vorgebliche Roman Hitlers sowie die Besprechung dieses Romans machen den Hauptteil des Buches aus.
Das Buch, das als Satire auf Qualität und Haltung von Autoren der Science-Fiction und Fantasy konzipiert war, wurde für den amerikanischen Nebula Award nominiert und in Frankreich mit dem Prix Apollo ausgezeichnet. In Deutschland, wo es erst neun Jahre nach der Erstveröffentlichung erschien, war es jedoch höchst umstritten. Auf Antrag von Werner Remmers wurde das Buch 1982 als erster Science-Fiction-Roman überhaupt von der Bundesprüfstelle für jugendgefährdende Schriften indiziert. Gutachten von Rainer Eisfeld und Dietrich Wachler, die empfahlen, von einer Indizierung abzusehen, wurden nicht berücksichtigt. In der Begründung hieß es, in dem Roman würden die Verbrechen der Nationalsozialisten gebilligt und Hitler als sympathische Vaterfigur dargestellt. Nach Ansicht der Prüfer sei das Buch auch nicht als Satire einzuordnen.
Dem eingeschweißten Buch lag damals ein roter Zettel bei: Dieses Buch ist von der Bundesprüfstelle auf die Liste der jugendgefährdenden Schriften gesetzt worden und unterliegt den Bestimmungen von § 3 bis 5 des Gesetzes über jugendgefährdende Schriften. Innerhalb von Geschäftsräumen darf dieses Buch an Erwachsene über 18 Jahren verkauft werden. Erst nach 25 Jahren wurde das Buch am 31. Januar 2007 gemäß § 18 Abs. 7 JuSchG wieder von der Liste der jugendgefährdenden Medien gestrichen, obwohl das Bundesverwaltungsgericht bereits 1987 die Indizierung für unrechtmäßig erklärt und den Vertrieb des Buches wieder ermöglicht hatte.
Die Romane Daß mich das große Nichts umfange (The Void Captain’s Tale) und Kind des Glücks (Child of Fortune) spielen im gleichen 'Universum', zur Zeit des 'zweiten Raumfahrtzeitalters'.
Raumschiffe bewegen sich in Sprüngen von mehreren Lichtjahren ohne Zeitverlust durch das Universum.
Diese Sprünge werden durch Kopplung einer Lotsin an ein unverstandenes Gerät im Raumschiff ermöglicht. Nur Frauen sind in der Lage, diese Lotsenfunktion zu erfüllen, bei der sie gleichzeitig das Gefühl höchster sexueller Erfüllung erleben.
Weiter sind alle Raumschiffe mit einem Palast ausgestattet, in dem sich die Reichen der Welten ihren hedonistischen Genüssen hingeben.
Diese Paläste dienen dazu, die Raumschiffsbesatzung von der Wirklichkeit des sie umgebenden 'Nichts' des Weltraums abzulenken; andernfalls droht ihnen die psychische Instabilität.
Der erste dieser zwei Romane folgt der Reise des Raumschiffs „Dragon Zephyr“ unter dem Kommando von Kapitän Geno Kane Gupta.
In einer von Erotik geschwängerten Atmosphäre im Palast der feiernden Reichen wird ihm bewusst, dass er durch den Sprungbefehl seiner Lotsin Dominique Alia Wu sexuelle Freuden bereitet, die er als Mann nicht geben könnte. Aus der wachsenden Beziehung zwischen Kapitän und Lotsin, die selbst in das 'Nichts' eingehen möchte, entsteht eine für Raumschiff und Passagiere fatale Situation: Das Raumschiff strandet, als die Psyche der Lotsin ins 'Nichts' entweicht.
1994 kehrte Spinrad zur Thematik von Bug Jack Barron zurück und schrieb mit Bilder um 11 eine scharfsichtige Analyse des Mediums Fernsehen, auf dem aktuellen Stand der 1990er Jahre. In dem Roman überfallen Terroristen einen Fernsehsender, um auf vertuschte Nuklear-Unfälle aufmerksam zu machen; unter den Geiselnehmern sind ein ostdeutscher Ex-Dozent, ein RAF-Mitglied, ein Cyberpunk und andere mehr oder minder gescheiterte Existenzen. Statt jedoch das Medium für ihre Zwecke einzuspannen, werden die Besetzer selbst allmählich zu den Gefangenen des Senders. Die Einschaltquoten und die Strippenzieher hinter den Kulissen zwingen die Terroristen am Ende dazu, sich selbst vor laufenden Kameras in die Luft zu jagen. Das Buch ist Angela und Karlheinz Steinmüller gewidmet, die Spinrad bei den deutschen Hintergründen der Handlung unterstützten (Berlin, DDR, RAF). Ralf Reiter schrieb über Bilder um 11:

„Der Roman ist ein dialoglastiges, 700seitiges Kammerspiel, das vorwiegend in drei Räumen stattfindet (Studio, Chefbüro, Cafeteria), das aber so unendlich viele Haken schlägt und verschiedenste Einflüsse der Außenwelt (via Liveschaltung oder Telefon) integriert, daß die halsbrecherische Dynamik dem Leser ungelogen die Schweißtropfen auf die Stirn treibt. […] Bilder um 11 ist ein spannendes, unterhaltsames, freches und doch absolut unkomfortables Buch. Eine ebenso zynische wie geniale Attacke gegen Medien-Naivität, gegen den Glauben, man könnte ein solches Medium wie das Fernsehen (speziell: das Privatfernsehen) unter Kontrolle halten und es für die Welt nutzbar machen.“

Ende 2001 verkaufte Norman Spinrad sein Werk He Walked Among Us unter dem Titel Die Transformation für einen Dollar an den Heyne Verlag. In englischer Sprache ist der Roman nur in elektronischer Form oder als Book on demand erhältlich. Die ersten zwei Kapitel sind als 'Freeware' verfügbar.
Sein Roman Der Druidenkönig entstand parallel zum Drehbuch des Films Druiden. Thema ist der Aufstand der Gallier unter Vercingetorix gegen die römische Besetzung durch Julius Caesar.

## Bibliografie
Romane
- The Solarians (1966)
- The Men in the Jungle (1967)
  - Deutsch: Die Bruderschaft des Schmerzes. Moewig Science Fiction #3574, 1982, Übersetzer Ulrich Kiesow, ISBN 3-8118-3574-2.
- Agent of Chaos (1967)
- Bug Jack Barron (1967, 1969)
  - Deutsch: Champion Jack Barron. Moewig Science Fiction #3562, 1982, Übersetzer Joachim Körber, ISBN 3-8118-3562-9. Auch als: Heyne Science Fiction & Fantasy #8008, 1998, ISBN 3-453-14889-4.
- The Iron Dream (1972)
  - Deutsch: Der stählerne Traum. Heyne Science Fiction & Fantasy #3783, 1981, Übersetzer Walter Brumm, ISBN 3-453-30684-8.
- Passing Through The Flame (1975)
- A World Between (1979)
  - Deutsch: Eine Welt dazwischen. Heyne Science Fiction & Fantasy #3963, 1983, Übersetzer Walter Brumm, ISBN 3-453-30895-6.
- Songs from the Stars (1980)
  - Deutsch: Lieder von den Sternen. Bastei Lübbe Science Fiction Special #24025, 1981, Übersetzerin Brigitte D. Borngässer, ISBN 3-404-24025-1.
- The Mind Game (1980)
- The Void Captain’s Tale (1983)
  - Deutsch: Daß mich das große Nichts umfange. Bastei Lübbe Science Fiction Special #24050, 1983, Übersetzer Peter Robert, ISBN 3-404-24050-2.
- Child of Fortune (1985)
  - Deutsch: Kind des Glücks : Eine phantastische Reise durch ein Universum voller Erotik und Gefahr. Übersetzer Jürgen Langonski. Bastei Lübbe Science Fiction Special #24139, 1991, ISBN 3-404-24139-8.
- Little Heroes (1987)
  - Deutsch: Little Heroes. Bastei Lübbe Science Fiction #28180, 1989, Übersetzer Michael Kubiak, ISBN 3-404-28180-2.
- Russian Spring (1991)
  - Deutsch: Russischer Frühling. Heyne Science Fiction & Fantasy #4944, 1992, Übersetzerin Irene Bonhorst, ISBN 3-453-06189-6.
- The Children of Hamelin (1991)
- Pictures at 11 (1994)
  - Deutsch: Bilder um 11. Heyne Science Fiction & Fantasy #5664, 1997, Übersetzer Peter Robert, ISBN 3-453-12640-8.
- Greenhouse Summer (1999)
  - Deutsch: Das tropische Millennium. Heyne Science Fiction & Fantasy #6378, 2001, Übersetzer Peter Robert, ISBN 3-453-18835-7.
- He Walked Among Us (2002)
  - Deutsch: Die Transformation. Heyne Science Fiction & Fantasy #6419, 2002, Übersetzer Horst Pukallus, ISBN 3-453-21352-1.
- The Druid King (2003)
  - Deutsch: Der Druidenkönig. Übersetzt von Andreas Brandhorst. Goldmann Science Fiction #24222, 2003, ISBN 3-442-24222-3.
- Mexica (2005)
- Osama the Gun (2011)
- The People’s Police (2017)
- Welcome to Your Dreamtime (2018)

Sammlungen
- The Last Hurrah of the Golden Horde (1970)
- No Direction Home (1975)
- The Star-Spangled Future (1979)
- Other Americas (1988)
- Deus X and Other Stories (2003)

Kurzgeschichten
- The Last of the Romany (1963)
- Subjectivity (1964)
- Outward Bound (1964)
- The Realized Man (1964)
  - Deutsch: Botschafter der Zukunft. In: Walter Ernsting (Hrsg.): Galaxy 5. Heyne Science Fiction & Fantasy #3068, 1966.
- Your Name Shall Be ... Darkness (1964, auch als The Ersatz Ego, 1970)
- The Equalizer (1964)
- The Rules of the Road (1964)
- A Child of Mind (1965)
- Deathwatch (1965)
- The Age of Invention (1966)
- Technicality (1966, auch als Down the Rabbit Hole)
  - Deutsch: Im Kaninchenloch. In: James Sallis (Hrsg.): Das Kriegsbuch. Peter Hammer, 1972, ISBN 3-87294-032-5.
- Neutral Ground (1966)
- It’s a Bird! It’s a Plane! (1967)
  - Deutsch: Ein Vogel! Ein Flugzeug! In: Science Fiction Jahrbuch 1983. Moewig Science Fiction #3600, 1982, ISBN 3-8118-3600-5.
- Carcinoma Angels (1967)
  - Deutsch: Die letzte Grenze. Übersetzt von Wulf Bergner. In: Jürgen vom Scheidt (Hrsg.): Das Monster im Park. Nymphenburger, 1970. Auch in: Harlan Ellison (Hrsg.): 15 Science Fiction-Stories. Heyne-Anthologien #32, 1970. Auch als: Karzinom Angels. In: Gerd Haffmans (Hrsg.): Der Rabe, #3. Haffmans, 1983, ISBN 3-251-10003-3.
- A Night in Elf Hill (1968)
- Once More, with Feeling (1969)
- The Conspiracy (1969)
  - Deutsch: Die Verschwörung. In: Joachim Körber (Hrsg.): Neue Welten. Sphinx (Edition 23), 1983, ISBN 3-85914-410-3.
- The Last Hurrah of the Golden Horde (1969)
- The Entropic Gang Bang Caper (1969)
  - Deutsch: Das entropische Multifick-Endzeit-Panorama. In: Joachim Körber (Hrsg.): Neue Welten. Sphinx (Edition 23), 1983, ISBN 3-85914-410-3.
- The Big Flash (1969)
  - Deutsch: Der große Blitz. Übersetzt von Wolf-Dieter Heller und Ute Steinbicker. In: Damon Knight (Hrsg.): Damon Knight’s Collection 6. Fischer Taschenbuch (Fischer Orbit #12), 1972, ISBN 3-436-01577-6. Auch als: Die Super-Show. Übersetzt von Rudolf Mühlstrasser. In: Walter Spiegl (Hrsg.): Science-Fiction-Stories 40. Ullstein 2000 #75 (3072), 1974, ISBN 3-548-03072-6. Auch als: Der große Blitz. Übersetzt von Winfried Czech. In: James Gunn (Hrsg.): Von Ellison bis Haldeman. Heyne (Bibliothek der Science Fiction Literatur #96), 1991, ISBN 3-453-05024-X.
- Dead End (1969)
- Heroes Die But Once (1969)
- The Weed of Time (1970)
- The Lost Continent (1970)
- No Direction Home (1971)
  - Deutsch: Kein Weg nach Hause. In: Wolfgang Jeschke (Hrsg.): Science Fiction Story Reader 3. Heyne Science Fiction & Fantasy #3421, 1975, ISBN 3-453-30311-3.
- Heirloom (1972)
- The National Pastime (1973)
- A Thing of Beauty (1973)
  - Deutsch: Das Schöne an sich. Übersetzt von Charlotte Winheller. In: Herbert W. Franke (Hrsg.): Science Fiction Story Reader 2. Heyne Science Fiction & Fantasy #3398, 1974, ISBN 3-453-30293-1. Auch als: Eine Frage der Schönheit. Übersetzt von Leni Sobez. In: Kate Wilhelm (Hrsg.): Der Plan ist Liebe und Tod. Moewig (Playboy Science Fiction #6730), 1982, ISBN 3-8118-6730-X.
- World of Gray (1973)
- All the Sounds of the Rainbow (1973)
- Riding the Torch (1974)
  - Deutsch: Der Weg der Flamme. Übersetzt von Birgit Reß-Bohusch. In: Wolfgang Jeschke (Hrsg.): Die große Uhr. Heyne Science Fiction & Fantasy #3541, 1977, ISBN 3-453-30434-9. Auch als: Flammenritt. Übersetzt von Birgit Reß-Bohusch. Bastei Lübbe (Bastei Lübbe Science Fiction Abenteuer #23003), 1981, ISBN 3-404-23003-5.
- In the Eye of the Storm (1974)
- Holy War on 34th Street (1975)
- Sierra Maestra (1975)
  - Deutsch: Sierra Maestra. In: Wolfgang Jeschke (Hrsg.): Science Fiction Story Reader 9. Heyne Science Fiction & Fantasy #3574, 1978, ISBN 3-453-30469-1.
- The Perils of Pauline (1976)
- Blackout (1977)
- Prime Time (1980)
  - Deutsch: Der Kanal ist voll! In: Werner Fuchs (Hrsg.): Licht des Tages, Licht des Todes. Droemer Knaur (Knaur Science Fiction & Fantasy #5749), 1982, ISBN 3-426-05749-2.
- Perchance to Dream (1983)
- Street Meat (1983)
- The Man Who (1984)
- The Tale of the (Man) Who (Met) (God) (1984)
- Brain Salad (1985)
- World War Last (1985)
- Journals of the Plague Years (1988)
- La Vie Continue (1988)
- The Helping Hand (1991)
- What Eats You (1991)
- Deus X (1993)
  - Deutsch: Deus X. Heyne Science Fiction & Fantasy #5917, 1997, ISBN 3-453-13302-1.
- New Cathedrals (1993)
- They Call Me Mad (1993)
- Vampire Junkies (1993)
- Where the Heart Is (1993)
  - Deutsch: Wo das Herz schlägt. In: Hardy Kettlitz (Hrsg.): Alien Contact, Nummer 34. Edition Avalon, 1999.
- Voice Over (1994)
- The Fat Vampire (1997)
- The Year of the Mouse (1998)
  - Deutsch: Das Jahr der Maus. In: Wolfgang Jeschke (Hrsg.): Das Jahr der Maus. Heyne Science Fiction & Fantasy #6320, 2000, ISBN 3-453-15651-X.
- New Ice Age, or Just Cold Feet? (2000)
- Entities (2001)
- A Man of the Theatre (2005)
- Maker of Worlds (2008)
- Right You Are If You Say You Are (2008)
- The Brown Revolution (2008)
- Float Like a Butterfly (2009)
- The Woman of Your Dreams (2009)
- Where No Man Pursueth (2010)
- Lighter Than Air (2010)
- The Silver Bullet and the Golden Goose (2010)
- Out There (2011)
- The Music of the Sphere (2011)
- Far Distant Suns (2013)
- Raising Hell (2014)
- Google Car Takes the Test (2014)
- The Crashing of the Cloud (2015)
- Water Worlds (2015)
- TimeOut (2016)
- Mr Singularity (2017)
- The Sword of Damocles (2017)
- The Nanny Bubble (2017)

Anthologien (als Herausgeber)
- The New Tomorrows (1971)
- Modern Science Fiction (1974)
- Riding the Torch / Tin Soldier (1990, mit Joan D. Vinge)

Sachliteratur
- Experiment Perilous (1976, mit Marion Zimmer Bradley und Alfred Bester)
- Staying Alive: A Writer’s Guide (1983)
- Science Fiction in the Real World (1990)
- La Cuisine Humaine: How to Cook Like a Human Being (2018)

## Filmografie
- 1967: The Doomsday Machine, dt. Planeten-Killer, 35. Episode der TV-Serie Raumschiff Enterprise
- 1974: Tag Team, dt. Kampf ums Überleben, 5. Episode der TV-Serie Im Land der Saurier
- 1988: Gray Wolf, 28. Episode der TV-Serie Werewolf (keine deutsche Version)